# La Résurrection du Christ (Bellini)
Pour les articles homonymes, voir La Résurrection du Christ.
La Résurrection du Christ est un tableau du peintre italien Giovanni Bellini réalisé en 1475-1479. Cette huile sur panneau transposée sur toile représente la Résurrection de Jésus-Christ sous les yeux de soldats romains gardant son tombeau. Produite pour l'église San Michele in Isola, à Venise, elle est aujourd'hui conservée à la Gemäldegalerie, à Berlin, en Allemagne.